# Silja Serenade
Die Silja Serenade der finnischen Reederei Tallink-Silja wird auf der Route Helsinki–Mariehamn–Stockholm eingesetzt. Sie wurde 1990 auf der Masa-Werft (heute Meyer Turku) in Turku, Finnland gebaut.

## Geschichte
Das Schiff wurde am 26. Oktober 1987 von Effoa für den Silja Line-Verkehr bestellt. Am 29. Mai 1989 wurde das Schiff in Turku auf Kiel gelegt. Am 23. Oktober 1989 schwamm das Schiff im Trockendock auf und verließ das Baudock am 19. Januar 1990. Am 2. April 1990 wurde das Schiff von Birgitta Ulfsson getauft. Am 15. November 1990 wurde das Schiff an EffJohn Oy abgeliefert und kam unter finnischer Flagge mit Heimathafen Helsingfors in Fahrt. Am 17. November 1990 wurde das Schiff von Silja Line zwischen Helsinki und Stockholm in Dienst gestellt.
Das Schiff war eine Revolution im Design von Kreuzfahrtfähren. Als weltweit erstes Schiff hatte die Silja Serenade eine durchgehende Promenade über die komplette Schiffslänge. Durch die Promenade konnte unter anderem die Anzahl der Kabinen mit Fenster fast verdoppelt werden (heute findet man solche Promenaden auf sowohl fast allen Kreuzfahrtschiffen von Royal Caribbean sowie den Schiffen der Meraviglia-Klasse von MSC Kreuzfahrten, als auch den sogenannten Kreuzfahrtschiffen mit Autodeck der Color Line). Im Gegensatz zu den neueren Schiffen mit Einkaufsmeile, haben die beiden Schwesterschiffe der Silja Line, die Silja Serenade und die Silja Symphony keine ausreichenden Brandschutztore in der Promenade. Da die Route der Schiffe jedoch im küstennahen Bereich verläuft und im Bereich der Promenade eine hoch-effiziente Sprinkleranlage eingebaut wurde, ist den beiden Schiffen eine Ausnahmegenehmigung erteilt worden.
Am 15. November 1990 wurde die Silja Serenade an die durch Zusammenschluss von Effoa und Johnson Line gegründete EffJohn OY übergeben und auf der Strecke Helsinki–Stockholm eingesetzt. Ihr Heimathafen wurde Helsinki, Finnland.
Bereits 1992 wechselte man den Heimathafen nach Mariehamn und konnte so, durch geringere Steuerbelastungen, mehr Geld mit dem bordeigenen Kasino verdienen. Mit der Inbetriebnahme der Silja Europa 1993 wurde die Silja Serenade auf die Route Turku–Mariehamn–Stockholm verlegt. Schnell zeigte sich jedoch, dass die Silja Serenade für diese Strecke nicht geeignet war, neben fehlenden Einrichtungen für Tagfahrten ließ sich das Schiff im Schärenhof von Turku nur schlecht steuern. So tauschte die Silja Serenade ihre Route 1995 mit der Silja Europa und bedient seitdem mit der Silja Symphony die Route Helsinki–Stockholm. Um nach den Änderungen der Duty-Free-Regelungen der EU auf den Schiffen weiterhin zollfreien Einkauf anbieten zu können, wurde im Juni 1999 Mariehamn als Zwischenstopp auf der Route Helsinki–Stockholm eingeführt.
Von Januar bis Februar 2006 wurden die Silja Serenade und die Silja Symphony bei Luonnonmaan telakka in Naantali grundlegend renoviert. Kurz danach wurde Silja Line von der estnischen Tallink-Gruppe übernommen.

## Schwesterschiff
Die Silja Serenade hat ein Schwesterschiff, die Silja Symphony. Es gibt Unterschiede zwischen den Schwesterschiffen. So sind die Außendecks auf der Silja Serenade grün, während sie auf der Silja Symphony blau lackiert sind. Die Augen des Seehunds auf dem Schornstein der Silja Serenade sind weiß, mit blauem Rand, während der Seehund auf der Silja Symphony blaue Augen hat. Der Lampenkasten mit dem Schiffsnamen ist auf der Silja Serenade blau beleuchtet, während der Name der Silja Symphony in blauer Schrift auf weißem Grund leuchtet. Beim Schwesterschiff sind die obersten Decksaufbauten aus Aluminium, weshalb die Silja Serenade etwas schwerer ist und einen höheren Schwerpunkt hat, was zu etwas schlechteren Eigenschaften bei höherem Seegang führt.

## Decksplan
1. Maschinenraum

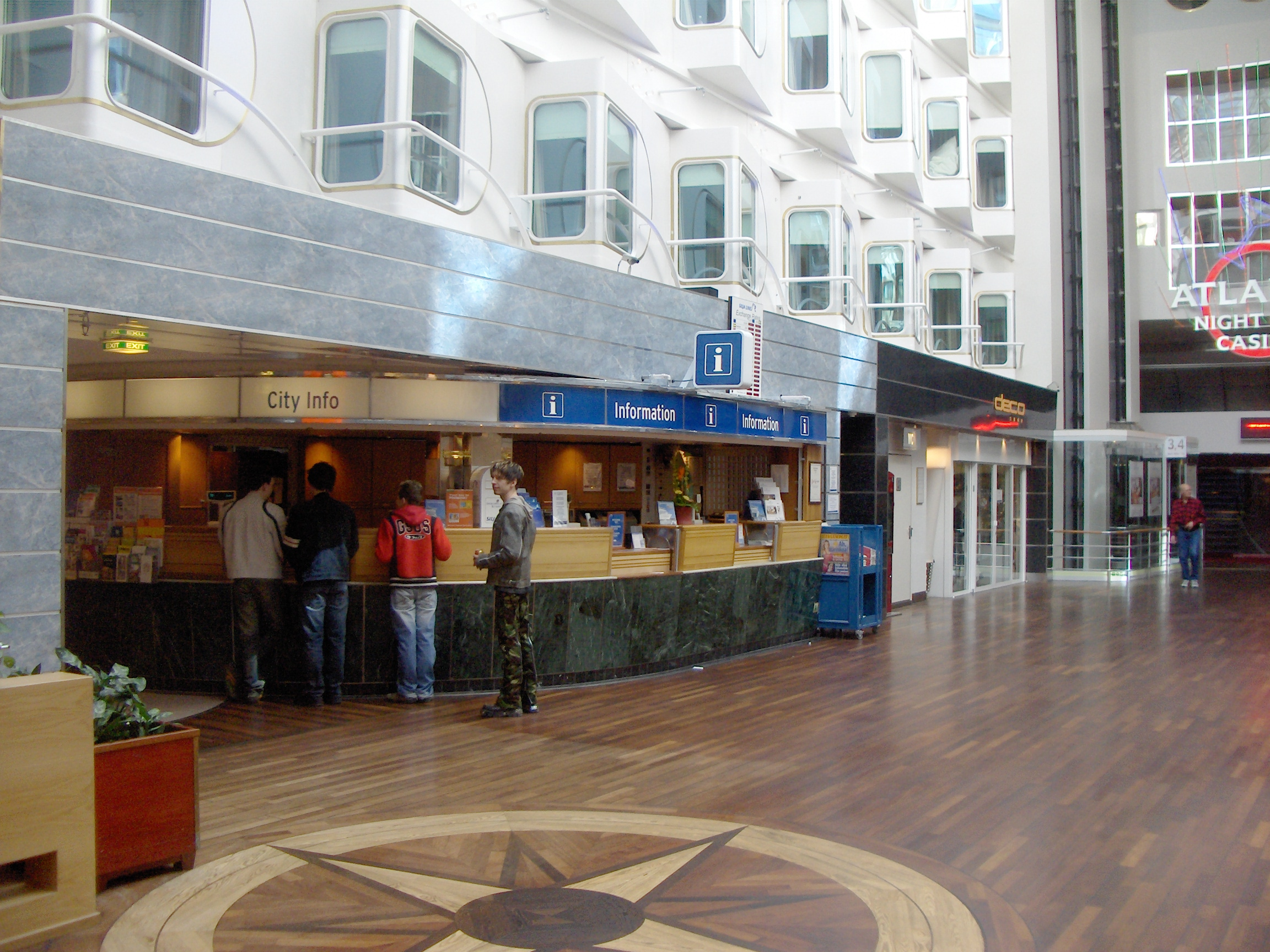
Rezeption im Schiffsinneren

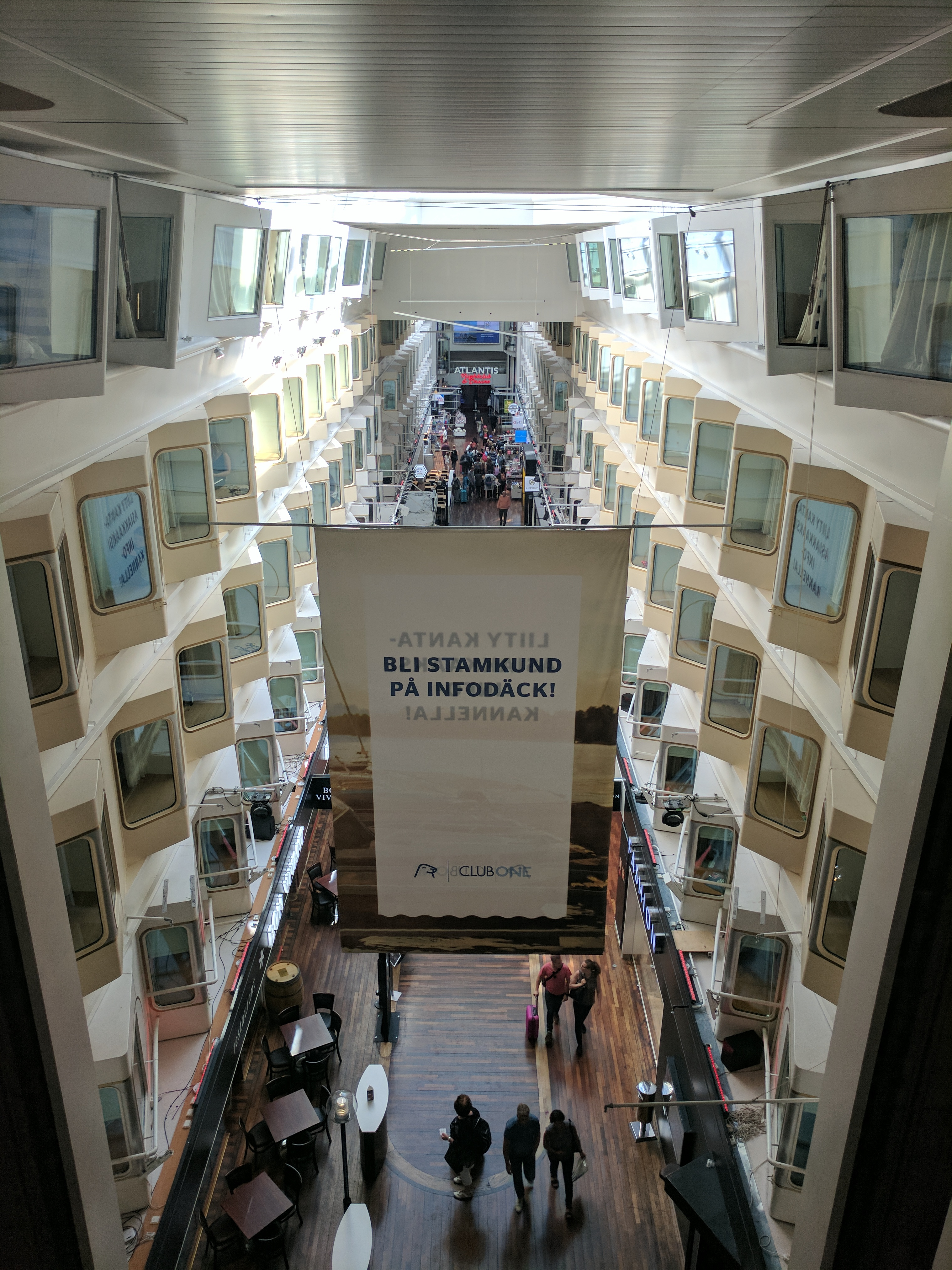
Promenade

2. Maschinenräume, Tourist-II-Class-Kabinen
3. Autodeck, Besatzungsbereiche
4. Autodeck, Besatzungsbereiche
5. Spa, Driver’s Club, Seaside- und Tourist-II-Class-Kabinen
6. Tagungsräume, Bistro Sea View, Italienisches Restaurant, Buffet, Duty-free Shop
7. Starlight Nachtclub & Casino, Restaurans: Happy Lobster, Bon Vivant, Café, Bar an der Promenade, Sea Port-Pub, Information, Souvenirladen und diverse Geschäfte
8. Starlight-Nachtclub, Seaside- und Promenade-Class-Kabinen
9. Suites, Seaside-, Promenade- und Tourist-I-Class-Kabinen.
10. Commodore Lounge, Commodore-, Seaside-, Promenade- und Tourist-I-Class-Kabinen.
11. Silja Suite, Commodore-, Seaside-, Promenade- und Tourist-I-Class-Kabinen.
12. Sonnendeck, Sunflower Oasis-Sauna, Schwimmbad und Whirlpools, Besatzungsbereiche
13. Brücke, New York Bar & Lounge